# Westpac

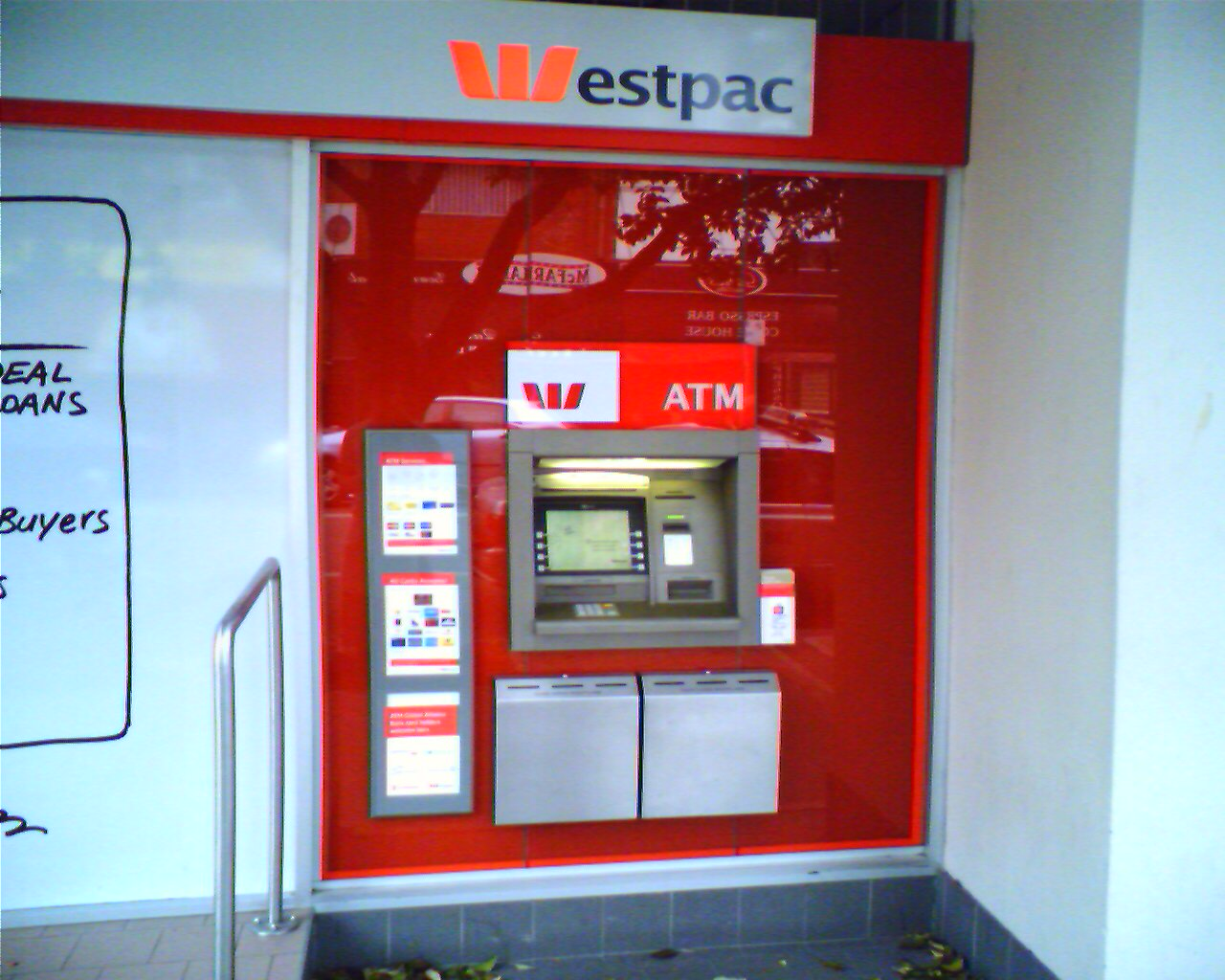
Westpac betaalautomaat

Westpac ("Western-Pacific") is een grote bank in Australië met het hoofdkantoor in Sydney en tweede bank van Nieuw-Zeeland.

## Geschiedenis
In 1982 ontstond Westpac uit Bank of New South Wales die in 1817 is opgericht. In 2008 fuseerde de St.George Bank met deze bank.
Westpac is een internationaal beursgenoteerde organisatie, zowel op de ASX als de NZX en de NYSE.

## Trivia
- Elk Bank State Branch nummer (BSB) van Westpac Limited begint met 03 of 73.
- Het Wellington Regional Stadium in Nieuw-Zeeland is naar deze bank vernoemd.
- In september 2020 schikte Westpac met de Australische autoriteiten voor het niet naleven van de verplichtingen om witwassen en terreurfinanciering tegen te gaan. Westpac zal een recordboete van 1,3 miljard Australische dollar (bijna €800 miljoen) betalen als de federale rechtbank hiermee instemt.[4] Het wordt daarmee de grootste burgerlijke boete ooit in het Australische bedrijfsleven.